# Jilin Tongtian Automobile
Jilin Tongtian Automobile Co. Ltd. war ein Hersteller von Automobilen aus der Volksrepublik China.

## Unternehmensgeschichte
Zhejiang Lingtian Motors und Jiangbei Machinery Works fusionierten 2002 zum neuen Unternehmen mit Sitz in Jilin. Die Produktion von Automobilen begann. Der Markenname lautete Tongtian. 2005 endete die Produktion. Zhangjiagang Jiangnan Automobile Manufacture übernahm 2005 das Unternehmen.

## Fahrzeuge
Das erste Modell war der Glow JTT 7080. Dies war ein viertüriger Kleinwagen mit großer Heckklappe. Ein Motor mit 796 cm³ Hubraum und 36 PS Leistung trieb das Fahrzeug an. 2004 ergänzte der stärker motorisierte Glow JTT 7110 A das Sortiment. Sein Motor mit 1100 cm³ Hubraum leistete 52 PS.
2004 wurde die Limousine Tiger JTT 7180 präsentiert. Sein Motor leistete 112 PS aus 1800 cm³ Hubraum.

## Produktionszahlen
| Jahr | Produktionszahl | Quelle      |
| ---- | --------------- | ----------- |
| 2000 | 0               | [ 2 ] [ 4 ] |
| 2001 | 0               | [ 2 ] [ 4 ] |
| 2002 | 481             | [ 2 ] [ 4 ] |
| 2003 | 100             | [ 2 ] [ 4 ] |
| 2004 | 800             | [ 4 ]       |